# Icarus (Kansas)
Icarus è un singolo della rock band statunitense Kansas, pubblicato nel 1975 ed estratto dall'album omonimo dello stesso anno.

## Testo
Il brano si ispira alla celebre leggenda di Icaro.